# Alžběta Anhaltská
Alžběta Anhaltská (7. září 1857 – 20. července 1933) byla sňatkem s Adolfem Fridrichem V. v letech 1904 až 1914 meklenbursko-střelickou velkovévodkyní.

## Rodina
Alžběta se narodila jako třetí dítě Fridricha I. Anhaltského a Antonie Sasko-Altenburské. Rodina jí říkala "Elly".

## Manželství
Dne 17. dubna 1877 se stala meklenbursko-střelickou dědičnou velkovévodkyní, když se v Dessau provdala za dědičného velkovévodu Adolfa Fridricha. Měli spolu čtyři děti:
- 1. Marie Meklenburská (8. 5. 1878 Neustrelitz – 14. 10. 1948 Bonn)
  - I. ⚭ 1899 hrabě George Jametel (18. 4. 1859 Petrohrad – 13. 3. 1944 Paříž), rozvedli se roku 1908
  - II. ⚭ 1914 Julius z Lippe (2. 9. 1873 Düsseldorf – 15. 9. 1952 tamtéž)
- 2. Jutta Meklenbursko-Střelická (24. 1. 1880 Neustrelitz – 17. 2. 1946 Řím)
  - ⚭ 1899 Danilo Alexandr Petrović-Njegoš (29. 6. 1871 Cetinje – 24. 9. 1939 Vídeň), korunní princ černohorský a velkovévoda Grahovský a Zetský
- 3. Adolf Fridrich VI. Meklenburský (17. 6. 1882 Neustrelitz – 23. 2. 1918 tamtéž), velkovévoda meklenbursko-střelický od roku 1914 až do své smrti, spáchal sebevraždu, svobodný a bezdětný
- 4. Karel Borwin Kristián Alexandr Artur Meklenbursko-Střelický (10. 10. 1888 Neustrelitz – 24. 8. 1908 Chasse-sur-Rhône), zemřel v souboji se svým švagrem, svobodný a bezdětný

## Pozdější život
Po smrti jejího tchána 30. května 1904 nastoupil její manžel na velkovévodský trůn a ona se stala velkovévodkyní.
Adolf Fridrich zemřel v roce 1914 a z Alžběty se stala vévodkyně vdova.
Po smrti nejstaršího syna, velkovévody Adolfa Fridricha v roce 1918, zdědila lovecký zámek Prilvitz.
Zemřela 20. července 1933 v Neustrelitz.
Když zemřela, zdědily její zámek Prilvitz její přeživší děti, kterými byly dvě dospělé dcery. Pouze ta starší, Marie, měla potomky.